# Flugpsychologie
Die Flugpsychologie, besser die Luft- und Raumfahrtpsychologie  ist ein eigenständiges Feld der Arbeits- und Organisationspsychologie. Behandelt wird die Arbeit und das Leben von Personen, die mit der Führung von Luft- und Raumfahrzeugen betraut sind, oder sich längere Zeit in diesen aufhalten (z. B. auch für die Dauer von Rekordflügen, Langezeit-Astronauten).
Die o. g. Personen sind besonderen Belastungen ausgesetzt, etwa einem permanenten Wechselschichtdienst (Langstreckenbesatzungen), Monotonie (Langstreckenbesatzungen), Vibrationen (Hubschrauber), erhöhten Beschleunigungen (Piloten von Hochleistungsflugzeugen), elektromagnetischen Feldern, kosmischer Strahlung, optischen und vestibularen Illusionen, räumliche Enge usw. Die grundsätzlich lebensbedrohenden Umgebungsbedingungen im Reiseflug oder im All  führen im Falle von Notfällen zu Handlungsmustern, die der Flugpsychologe näher untersucht, ebenso wie Verhaltensänderungen durch psychische Belastungen und durch regelmäßige Abwesenheiten und Tagesrhythmusverschiebungen.
Das Fachgebiet muss mit den technischen Entwicklungen Schritt halten, etwa bei der Schnittstellengestaltung Mensch-Maschine bei neuartigen Bordsystemen. Im Rahmen der präventiven Betreuung gibt die Flugpsychologie Hilfestellungen für die betroffenen Besatzungen, oder hilft im Anlassfall (Peer-Support Groups mit Betreuung durch Psychologen nach schweren Störungen und Unfällen). Flugpsychologen unterstützen Fluggesellschaften bei der Implementierung von "Fatigue Risk Management Systemen". Der Flugpsychologe spielt bei der Auswahl von Besatzungen ("Pilotenselektion") eine wichtige Rolle. Besonders gefordert sind Flugpsychologen bei komplexen Missionsprofilen (militärischer Einsatz) und bei Systemen mit hoher Informationsdichte, besonders dann, wenn Besatzungen einem erhöhten Zeitdruck ausgesetzt sind.

## Betätigungsfelder
Schwerpunkte der Flugpsychologie sind:
- Eignungsuntersuchung, Auswahl[1][2][3][4]
- Flugpsychologische Begutachtungen (zu EASA Pt FCL 3)
- Psycho-physiologische Grundlagenforschung
- Nachbetreuung von Besatzungen nach Unfällen und schweren Störungen (Posttraumatische Belastungsstörung, Critical Incident Stress Management (CISM))
- Begleitung von Besatzungen bei sonstigen einschneidenden Ereignissen (etwa Verlust eines nahen Angehörigen)
- Einbringen des Fachgebietes ("Humanfaktoren") bei der Entwicklung von Luft- und Raumfahrtsystemen, insbesondere bei der Gestaltung der Schnittstelle Mensch-Maschine (Benutzerschnittstelle)
- Ausbildung von Flugzeugführern und Luftfahrtingenieuren im Rahmen der "Human Performance Limitations"-Schulungen (gem. EASA-FCL 1)
- CRM-Schulungen von Flugzeugführern (gem. EASA-OPS)
- Unterstützung bei Seminaren zur Überwindung von Flugangst.

Die Flugpsychologie trägt damit wesentlich zur Flugsicherheit bei.

## Berufsverbände
- Association of Aviation Psychology (http://www.avpsych.org)
- Australian Aviation Psychology Association (http://www.aavpa.org)
- European Association for Aviation Psychology (http://www.eaap.net)

## Institute und Ausbildungsmöglichkeiten
- DLR – Institut für Luft- und Raumfahrtmedizin / Luft- und Raumfahrtpsychologie (http://www.dlr.de/me/desktopdefault.aspx/tabid-5046/)
- Cranfield University: MSc in Safety and Human Factors in Aviation (http://www.cranfield.ac.uk/courses/masters/safety-and-human-factors-in-aviation.html)
- Aviation Psychology Degree Programs (http://www.psychologyschoolguide.net/aviation-psychology/)
- International Summer School on Aviation Psychology (http://www.uni-graz.at/isap15/)

## Referenzen
- EC-Regulation 1178/2011 "Air Crew Regulation", Teil "MED"
- AMC 1 MED.B.060 "Psychology"
- "Gesetzliche Rahmenbedingungen und Tätigkeitsfelder für Luftfahrtpsychologen in Österreich", erschienen in "Psychologie in Österreich", Ausgabe 3–4, 2008
- "Entwicklung und Stand der Luftfahrtpsychologie in Österreich 2008",  erschienen in "Psychologie in Österreich", Ausgabe 3–4, 2008